# Пож-Порой
Пож-Порой (чечен. Пуожапхьаруо) — покинутый аул в Итум-Калинском районе Чеченской Республики.

## География
Расположен на от правом берегу реки Кериго, к юго-западу от районного центра Итум-Кали.
Ближайшие развалины бывших аулов: на севере — бывшие аулы Корхой и Пэрой, на северо-востоке — бывшие аулы Корестхой и Сакенхой на северо-западе — бывшие аулы Хохичу и Цекалой, на юго-востоке — бывшие аулы Грозтхой и Хангихой, на юго-западе — бывший аул Чамги.